# René van de Kerkhof
René van de Kerkhof (sinh 16 tháng 9 năm 1951 tại Helmond, Noord-Brabant), tên thường gọi là René, là một cựu cầu thủ bóng đá Hà Lan, từng chơi cho các câu lạc bộ Hà Lan như FC Twente và PSV Eindhoven.
René và người anh em song sinh Willy đều là thành viên của đội tuyển Hà Lan có mặt trong trận chung kết World Cup 1974 và là những cầu thủ chủ chốt giúp Hà Lan lọt vào trận chung kết World Cup 1978. Ngoài ra, ông cũng cùng Hà Lan tham dự 2 Euro: 1976 và 1980. Tổng cộng, René khoác áo đội tuyển quốc gia 47 trận và ghi được 5 bàn thắng.
Không như Willy chỉ chơi bóng ở Hà Lan, René còn chơi bóng ở các câu lạc bộ ngoại quốc. Mùa bóng 1984-85, ông còn sang châu Á thi đấu ở câu lạc bộ Seiko ở Hồng Kông.
Ông có tên trong danh sách 125 cầu thủ còn sống xuất sắc nhất do Pelé lựa chọn tháng 3 năm 2004.